# David Bingham
David Matthew Bingham, född 19 oktober 1989, är en amerikansk fotbollsmålvakt.

## Landslagskarriär
Bingham debuterade för USA:s landslag den 5 februari 2016 i en 1–0-vinst över Kanada.